# 航标

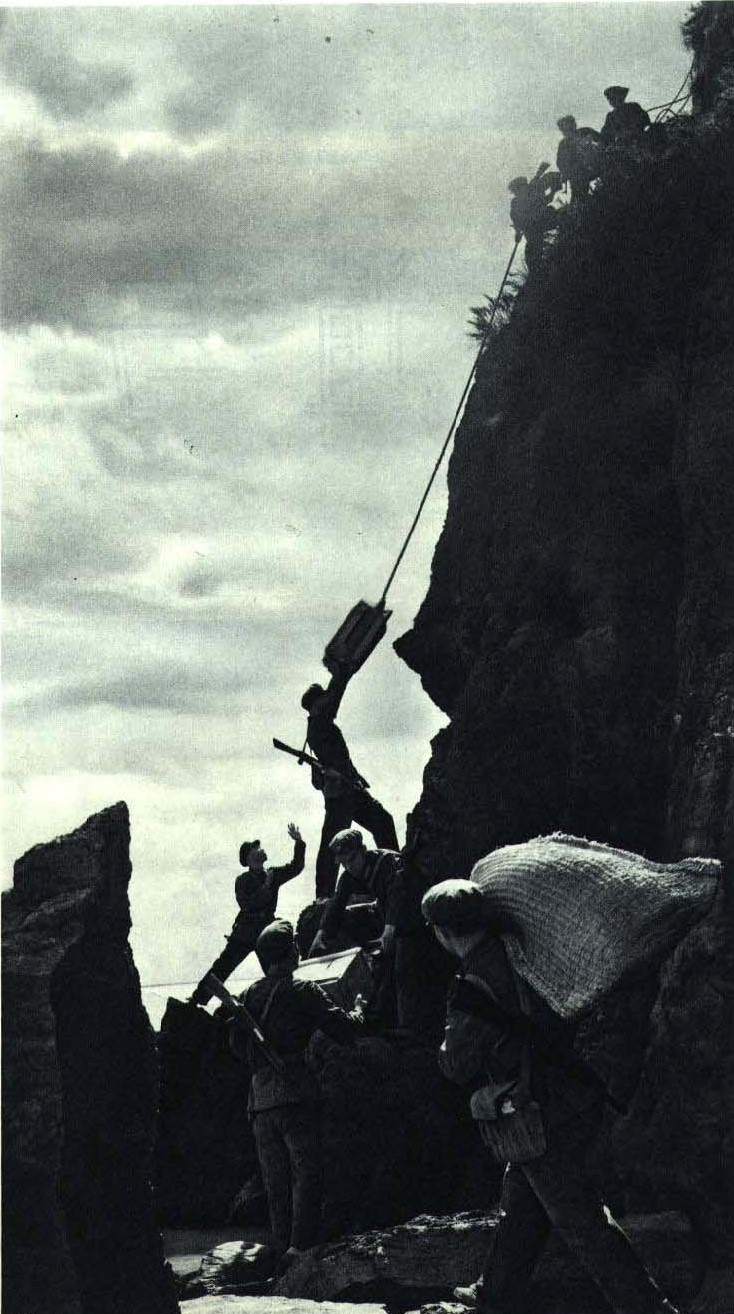
1965年的中国人民解放军航标兵

航标（亦称航道标志），通常指任何处于陆地或海上，用来协助船只定位、导航以及躲避危险区域的标志，也有航标用来标识特殊用途海域而不具备导航功能。常见的航标如灯塔、浮标等。

## 标准
国际航标协会（IALA）制定了一套系统，根据航标的形状、颜色、灯号来区分航标的功能。但基于历史原因，全世界使用了两套航标系统：
- IALA B区：1980年初訂定完成，台灣、美洲国家、菲律宾、韩国和日本等地使用；此區之特色包含：右側標為紅色，左側標為綠色[1]。
- IALA A区：歐洲、非洲、部份亞洲地區（例如中華人民共和國等）、澳大利亞及紐西蘭等地使用；此區之特色與 IALA B区之右側標與左側標顏色相反。

国际航标协会（IALA）制定的航标系统分为三类：
- 侧面航标(Lateral Marks)：用于明确航道的两侧。
- 基點標誌(Cardinal marks)
- 方位航标，亦称象限航标，用于明确表示可航行水域的方位，避开危险水域。
- 獨特標誌(Unique Marks)：常见的用途有，标识危险水域，标识安全水域，或标识特殊用途水域。

## 类型

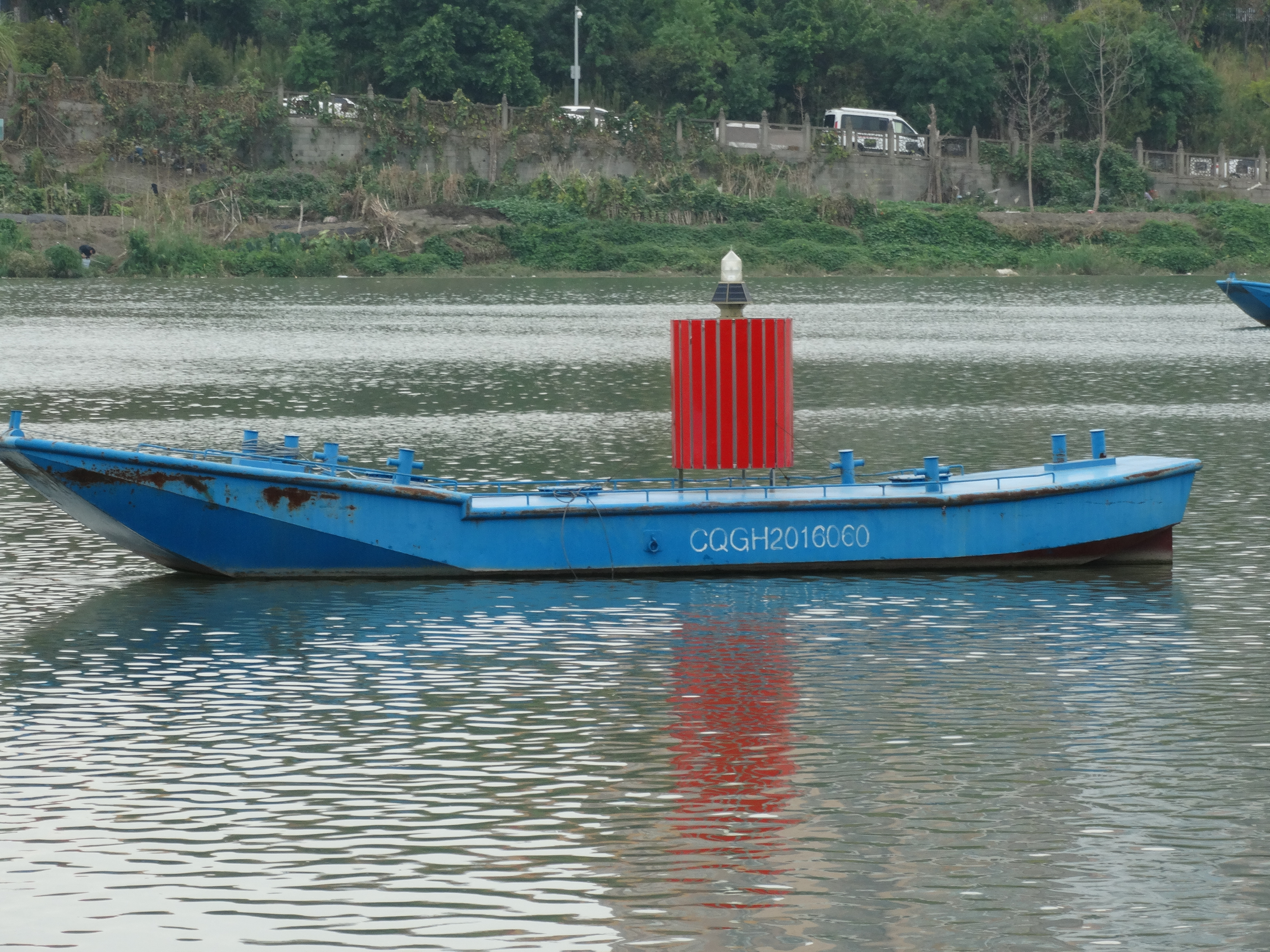
航标灯船 合川涪江

航道标志是以特定标志形状、颜色、灯光、音响或无线电信号等，协助航行船舶定位、导航及躲避危险区域的标志，常见的航标设施包括灯塔、灯杆、信标、灯船、浮标等。
- 灯塔
灯塔是发出强力灯光的高塔，一般有专人看守，通常设立在海岸、岬角、重要航道附近的陆地或岛屿、港湾入口处等显眼的位置。[2]

- 灯杆
灯杆是发出灯光的铁杆或铁架，一般无人看守，通常设立在航道附近的岸边和港口防波堤上面。

- 信标
信标通常是设立在航行通道岸上的浅滩、礁石等处的固定航标，顶端有球形、三角形等标志，用来引导航行线。[2]

- 灯船（英语：Lightvessel）
灯船是在舱面高处建造强力灯光装置的特殊船舶，通常设置在无法建造灯塔的重要航道附近。

- 浮标
浮标是设置在水面上的浮动标志，结合链轴锚定在海床上，用来标示沉船残骸、暗礁、浅滩等危险水域，发出灯光的浮标称为灯浮（light buoy）。[2] 由于浮标会受到海流和潮汐的影响，在水面上的一定范围内来回漂移，遇大风浪时也可能会遗失，所以无法用来定位。